# Löbau
Löbau är en stad (Große Kreisstadt) i Landkreis Görlitz i det tyska förbundslandet Sachsen. Löbau, som för första gången nämns i ett dokument från år 1221, har cirka 14 000 invånare. Kommunen ingår i förvaltningsområdet Löbau tillsammans med kommunerna Großschweidnitz, Lawalde och Rosenbach.

## Stadsdelar
Löbau består av 32 stadsdelar.
| - Altcunnewitz - Altlöbau - Bellwitz - Carlsbrunn - Dolgowitz - Ebersdorf - Eiserode - Georgewitz - Glossen - Großdehsa - Kittlitz - Kleinradmeritz - Krappe - Laucha - Lautitz - Löbau-Mitte | - Löbau-Neustadt - Löbau-Nord - Löbau-Ost - Löbau-Süd - Löbau-West - Mauschwitz - Nechen - Neucunnewitz - Neukittlitz - Oelsa - Oppeln - Rosenhain - Unwürde - Wendisch-Cunnersdorf - Wendisch-Paulsdorf - Wohla |